# 巴僑寺
巴僑寺是越南河內还剑湖旁的一座寺廟，與玉山祠相望。廟中主祀柳杏公主及其隨侍「瓊花」（Quỳnh Hoa）和「桂花」（Quế Hoa）等三位女性神祇。

## 歷史
巴僑廟的名稱由來迄今未明。根據《昇龍古跡考》（Thăng Long cổ tích khảo）的紀載，該廟宇始建於後黎朝黎神宗年間，並於顯宗年間擴建。寺內藏有一口1800年（西山朝景盛八年）所鑄造的銅鐘。嗣德年間曾重新整修。
法屬印度支那時期，法國人拓寬了還劍湖周邊的道路。成泰二年（1891年），道路拓寬計畫直接貫穿巴僑寺的院落，使其一分為二，在湖畔的三通門與巴僑廟隔街互望。1994年，該廟宇被指定為歷史建築，於2016年完成修復。